# Kahlil Dukes
Kahlil Dukes (Hartford, Connecticut, 17 de mayo de 1995) es un baloncestista estadounidense que pertenece a la plantilla del Legia Varsovia de la PLK, la primera división polaca. Con 1,83 metros de estatura, juega en la posición de base.

## Trayectoria deportiva

### Universidad
Jugó dos temporadas con los Trojans de la Universidad del Sur de California, en las que promedió 2,4 puntos por partido. Al término de su segunda temporada, solicitó ser transferido a los Purple Eagles de la Universidad de Niágara por motivos familiares, teniendo que cumplir el año de parón que impone la NCAA. Allí jugó dos temporadas más, en las que promedió 18,2 puntos, 3,7 asistencias y 2,6 rebotes por partido. En su último año fue incluido en el mejor quinteto de la Metro Atlantic Athletic Conference y elegido cojugador del año de la conferencia.

### Profesional
Tras no ser elegido en el Draft de la NBA de 2018, en el mes de septiembre firmó su primer contrato profesional con el BC Irkut Irkutsk de la Superliga de Baloncesto de Rusia, el segundo nivel del baloncesto ruso. Jugó quince partidos, en los que promedió 22,5 puntos y 4,1 asistencias, fichando en junio de 2019 por el Universitet Yugra Surgut, también de la Superliga, donde acabó la temporada promediando 25,8 puntos y 6,4 rebotes.
En julio de 2019 fichó por el Hamburg Towers de la Basketball Bundesliga, pero solo jugó dos partidos, promediando 7,0 puntos y 2,0 asistencias, siendo despedido en el mes de octubre. Tras dos meses parado, el 16 de diciembre firmó contrato con el Legia Varsovia de la PLK, la primera división polaca. Hasta el paerón con el coronavirus promedió 17,1 puntos y 3,4 asistencias por encuentro.